# 對偶控制理論
對偶控制理論（dual control theory）是控制理論的一個分支，常用在控制初始特性不明的系統。名為對偶是因為控制系統有以下二個目的：
1. 動作（Action）：依現有的資訊，儘可能的控制此系統。
2. 調試（Investigatio）：以此系統進行測試，以了解此系統，並設法在未來可以控制的更好。

這二個目的有時會互相衝突。
對偶控制理論是Alexander Aronovich Fel'dbaum在1960年代發展的。他證明了可以用動態規劃找到最佳控制法則，但在實際上是不可行的。因此發展了許多設計亞最佳（Suboptimal）對偶控制器的方法。

## 例子
以汽車來舉例，若有人要開一部新車，希望可以又便宜又平順的到達目的地，但又想知道汽車的加速性能、方向盤及剎車的情形，以便知道如何駕駛這部車，這情形下會依此目的有一些測試性的駕駛行為。同様的，對偶控制會在系統中加入所謂探測性的信號，可能會影響短期的特性，但收集到的資料可能會對長期的特性有幫助。